# Naglaa Fathi
Fatma El-Zahraa Hussein Fathi (El Cairo, 21 de diciembre de 1951), conocida popularmente como Naglaa Fathi, es una actriz, guionista y productora de cine egipcia. Inició su carrera en 1967 y ha participado en alrededor de ochenta películas, además de fundar una compañía de producción cinematográfica. Escribió el guion para la película Ghadan Saantaqim de 1980 y ganó varios premios y reconocimientos a lo largo de su carrera.

## Filmografía destacada

### Cine
| Año  | Película                                             | Papel   | Notas      |
| ---- | ---------------------------------------------------- | ------- | ---------- |
| 1968 | The Beauty of Love (en árabe: روعـة الحـب‎)           | Hayam   |            |
| 1968 | Joys (en árabe: أفراح‎)                               | Bosayna |            |
| 1968 | Harami al-waraka (en árabe: حرامي الورقة‎)            |         | Musical    |
| 1970 | Al-mirayya (en árabe: المراية‎)                       | Karima  |            |
| 1970 | Imraat Zawgy (en árabe: امرأة زوجي‎)                  | Karima  |            |
| 1971 | Khamsa share' al-habaib (en árabe: خمسة شارع الحبيب‎) |         |            |
| 1971 | Rehla laziza (en árabe: رحلة لذيذة‎)                  | Zahra   |            |
| 1972 | A Nose and Three Eyes (en árabe: أنف وثلاث عيون‎)     | Nagwa   |            |
| 1974 | Bedur (en árabe: بدور‎)                               |         |            |
| 1974 | The Most Beautiful Days of My Life                   |         |            |
| 1975 | The White Dress (en árabe: الرداء الابيض‎)            |         |            |
| 1976 | No Time for Tears (en árabe: لا وقت للدموع‎)          |         |            |
| 1976 | Time Moon                                            |         |            |
| 1977 | Sonya and the Madman                                 | Sonya   |            |
| 1977 | Love Madness                                         | Mona    |            |
| 1979 | Alexandria... Why?                                   | Sarah   |            |
| 1980 | Love Does Not See the Sun                            |         |            |
| 1980 | Homeless                                             |         |            |
| 1984 | The Unknown                                          | Nadia   |            |
| 1986 | Graveyards for Rent                                  | Nabila  |            |
| 1988 | Imraa Motalaka                                       | Salwa   |            |
| 1985 | Suspicion                                            |         |            |
| 1989 | The Dreams of Hind and Cemalia                       | Camelia |            |
| 1990 | Supermarket                                          |         | Productora |
| 1990 | Taht el-sifr                                         | Ragaa   |            |
| 1995 | The Garage                                           | Naomi   |            |
| 1998 | Concert in the Street of Happiness                   | Sonia   |            |